# Gino Menconi
Gino Menconi, detto Renzi nel parmense (Avenza, 13 maggio 1899 – Bosco di Corniglio, 17 ottobre 1944), è stato un politico e partigiano italiano, segretario della Gioventù repubblicana nel 1920-1926 e in seguito funzionario del Partito Comunista d'Italia.

## Biografia

### Vita
Figlio di Angelo Menconi e Amelia Dazzi, cresce in una famiglia benestante. Dopo aver conseguito il diploma di ragioniere commerciale presso l'Istituto Commerciale di Carrara nell'anno scolastico 1919-1920, frequenta il Regio Istituto Superiore di Commercio di Venezia, dove si laurea nel dicembre 1923. Successivamente si iscrive al quarto anno del Magistero di Economia e Diritto. Dopo aver completato gli studi, svolse il servizio militare alla caserma Landucci di Mantova con il grado di tenente della 5° Compagnia del 72° fanteria.

### Militanza nel PC e formazione partigiana
Già negli anni giovanili è impegnato politicamente nelle file del Partito repubblicano, dopo le leggi fascistissime del 1926 aderisce al Partito comunista ed espatria in Francia.
Amico di Gino Lucetti, Gino Menconi fu inviato a Mosca per seguire dei corsi della scuola leninista, rientra due anni dopo a Parigi per lavorare nell'apparato clandestino del partito che lo assegna all'attività organizzativa in Italia. Raggiunge clandestinamente Napoli ove entra in contatto con alcuni gruppi di operai comunisti e diffonde fogli politici clandestini. Nel 1931 è arrestato e deferito al Tribunale speciale, è condannato a diciassette anni di carcere. Amnistiato nel 1937, viene confinato a Ponza e a Ventotene fino alla caduta del fascismo.
Dopo l'8 settembre 1943 entra nella Resistenza operando a Firenze e poi nel Parmense, dove dal 1º agosto
1944 assume il Comando della piazza di Parma.

### Morte
Il 17 ottobre 1944, mentre partecipa alla riunione del Comando unico partigiano a Bosco di Corniglio, è sorpreso insieme ad altri compagni da una pattuglia di militari della SS. Gravemente ferito, cade in mano nemica morendo legato ad una branda tra le fiamme della stanza in cui si trovava.

## Dediche
- La città di Carrara ha intitolato, in ricordo per il merito svolto contro il potere fascista una scuola elementare di Avenza (Scuola Primaria Gino Menconi).
- La piazza della chiesa della Sacra Famiglia di Marina di Carrara prende il nome del partigiano (Piazza Gino Menconi).